# Edwin Feyerfeil
Edwin Feyerfeil (* 31. März 1887 in Budweis, Österreich-Ungarn; † 21. Juli 1950 in Tulln an der Donau, Österreich) war ein tschechoslowakischer Politiker (Deutsche Nationalpartei) deutscher Nationalität und Jurist. Er war von 1920 bis 1925 Abgeordneter des Tschechoslowakischen Abgeordnetenhauses.

## Leben und Werk
Er war der Sohn des Budweiser Gewerbeinspektors Eduard Feyerfeil und dessen Ehefrau Maria geb. Tschepen. Nach dem Besuch des Gymnasiums in Budweis und der Universität Wien legte er am 15. Oktober 1907 das Staatsexamen in Rechtsgeschichte, am 29. Oktober 1910 in Rechtswissenschaften und am 28. Mai 1910 in Staatswissenschaften ab. Am 28. August 1917 wurde er zum öffentlichen Notar in Rokitnitz im Adlergebirge ernannt. 1925 wechselte er als Notar nach Gratzen in Südböhmen, wo er bis April 1945 eine eigene Kanzlei betrieb.
Als Notar wandte er sich 1918 entschieden gegen die Eingliederung der Deutschböhmen und Deutschmährer in den tschechoslowakischen Staat. Er stellte sich an die Spitze einer örtlichen deutschen Volkswehrmiliz, die im Dezember 1918 von tschechoslowakischen Einheiten gewaltsam aufgelöst wurde.
Bei den Parlamentswahlen 1920 errang er für die Deutsche Nationalpartei ein Mandat in der Nationalversammlung in Prag. Bis 1925 war er dort Abgeordneter. Danach widmete er sich wieder seiner Notariatskanzlei. Nach der Anfang Oktober 1938 erfolgten deutschen Besetzung der Sudetengebiete infolge des Münchner Abkommens beantragte er am 9. Januar 1939 die Aufnahme in die NSDAP und wurde rückwirkend zum 1. November 1938 aufgenommen (Mitgliedsnummer 6.884.420). Am Kriegsende 1945 verließ er Gratzen und ging nach Österreich, wo er 1950 in Tulln starb.